# Мутра
Мутра в буквален смисъл изразява негативно отношение и означава недодялано лице с груба глава. Думата е натоварена в най-ново време и с друго значение, когато мутрите са едри, физически силни и ниско интелигентни индивиди, изпълнители на противозаконни задачи в престъпни организации, враждебно настроени и склонни към насилие спрямо обикновените хора. Начинът им на обличане варира, но може да бъде или предимно официален – с костюм и обувки, или изцяло спортен – с анцуг и маратонки. Характерно е носенето на тъмни очила, голямо количество бижута, като пръстени и златни ланци. Често са късо остригани или с обръснати глави. Мутрата е въплъщение на възтържествувалата духовна деградация и ограниченост, открояваща се често заедно с хипертрофирали корпулентност, доминантно мислене, силови действия, които са често осмивани в различни каламбури сред широката публика. След приемането на България в ЕС култовото за 90-те години на миналия век определение „мутри“ е заменено с далеч по-благозвучното „добре облечени бизнесмени“.